# Karl Schlösser
Karl Schlösser (29 gennaio 1912 – 1982) è stato un calciatore tedesco, di ruolo attaccante.